# Andy Groll
Andy Groll (* 1974 in Marburg) ist ein deutscher Filmkomponist.

## Leben
Andy Groll wuchs in Marburg auf. Dort besuchte er das Gymnasium Philippinum, wo er 1993 das Abitur erwarb. Anschließend studierte er von 1994 bis 1996 Schulmusik in Gießen, von 1997 bis 2001 Klavier an der Darmstädter Akademie für Tonkunst und von 2001 bis 2004 Filmmusik an der Filmhochschule Ludwigsburg. Während seiner Studienzeit arbeitete er als Stummfilmbegleiter und komponierte bereits Filmmusiken für das ZDF und Sat.1.
Groll lebt und arbeitet als freischaffender Komponist in Berlin.

## Filmografie (Auswahl)
- 2003: Herr Blumfisch explodiert (Kurzfilm)
- 2003: Sex Up – Jungs haben’s auch nicht leicht
- 2005: Sex Up – Ich könnt’ schon wieder
- 2006: Zwei zum Fressen gern
- 2006: Geküsst wird vor Gericht
- 2009: Der Kleine und das Biest
- 2010: Das Bild der Prinzessin
- 2010: Die Akte Golgatha
- 2010: Im Spessart sind die Geister los
- 2011: Liebe am Fjord – Das Ende der Eiszeit
- 2011: Plötzlich fett!
- 2011: Tatort: Grabenkämpfe (Fernsehreihe)
- 2012: Mann kann, Frau erst recht
- 2013: Da geht noch was
- 2014: Mona kriegt ein Baby
- 2014: Tatort: Weihnachtsgeld
- 2014: Winnetous Weiber
- 2014: … und dann kam Wanda
- 2014: Mein Lover, sein Vater und ich!
- 2015: Heiraten ist nichts für Feiglinge
- 2015: Einfach Rosa – Die Hochzeitsplanerin
- 2016: Tatort: Totenstille
- 2017: Ferien vom Leben
- 2017: Inga Lindström: Liebesreigen in Samlund
- 2018: Echte Bauern singen besser
- 2018: Inga Lindström: Die andere Tochter
- 2019: Mein Schwiegervater, der Camper
- 2019: Ein ganz normaler Tag
- 2019: Inga Lindström: Auf der Suche nach dir
- 2019: Inga Lindström: Ausgerechnet Söderholm
- 2020: Inga Lindström: Feuer und Glas
- 2021: Inga Lindström: Der schönste Ort der Welt
- 2021: Inga Lindström: Wilde Zeiten
- 2021: Inga Lindström: Hochzeitsfieber
- 2021: Inga Lindström: Rosenblüten im Sand
- 2022: Inga Lindström: Schmetterlinge im Bauch
- 2022: Inga Lindström: Jemand liebt dich
- 2022: Inga Lindström: Der Autor und ich
- 2022: Lehrer kann jeder! (Fernsehfilm)
- 2024: Ein starkes Team – Verzockt
- 2024: Inga Lindström: Sag einfach ja
- 2025: Inga Lindström: Das Flüstern der Pferde

## Diskografie
- 2012: Akte Golgatha (i2i Musikproduktion)
- 2013: Short and Frail (Score & More Music)